# Есна Бойд
Есна Бойд (англ. Esna Boyd; 21 вересня 1899 — 1 січня 1966) — колишня австралійська тенісистка.
Найвищу одиночну позицію світового рейтингу — 10 місце (за А. Воллісом Маєрсом) досягла 1928 року.
Здобула 37 одиночних титулів.
Перемагала на турнірах Великого шолома в одиночному та змішаному парному розрядах.

## Фінали турнірів Великого шолома

### Одиночний розряд: 7 (1–6)
| Результат | Рік  | Турнір              | Покриття | Суперниця            | Рахунок       |
| --------- | ---- | ------------------- | -------- | -------------------- | ------------- |
| Поразка   | 1922 | Чемпіонат Австралії | Трава    | Маргарет Моулсворт   | 3–6, 8–10     |
| Поразка   | 1923 | Чемпіонат Австралії | Трава    | Маргарет Моулсворт   | 1–6, 5–7      |
| Поразка   | 1924 | Чемпіонат Австралії | Трава    | Сільвія Ланс-Гарпер  | 3–6, 6–3, 6–8 |
| Поразка   | 1925 | Чемпіонат Австралії | Трава    | Дафне Акгерст        | 6–1, 6–8, 4–6 |
| Поразка   | 1926 | Чемпіонат Австралії | Трава    | Дафне Акгерст Козенс | 1–6, 3–6      |
| Перемога  | 1927 | Чемпіонат Австралії | Трава    | Сільвія Ланс-Гарпер  | 5–7, 6–1, 6–2 |
| Поразка   | 1928 | Чемпіонат Австралії | Трава    | Дафне Акгерст Козенс | 5–7, 2–6      |

### Парний розряд: 6 (4–2)
| Результат | Рік  | Турнір              | Покриття | Партнерка           | Суперниці                            | Рахунок       |
| --------- | ---- | ------------------- | -------- | ------------------- | ------------------------------------ | ------------- |
| Перемога  | 1922 | Чемпіонат Австралії | Трава    | Марджорі Маунтін    | Ґвен Атц Флоріс Сент Джордж          | 1–6, 6–4, 7–5 |
| Перемога  | 1923 | Чемпіонат Австралії | Трава    | Сільвія Ланс-Гарпер | Маргарет Моулсворт Беріл Тернер      | 6–1, 6–4      |
| Поразка   | 1925 | Чемпіонат Австралії | Трава    | Катлін Ле Мессурієр | Дафне Акгерст Сільвія Ланс-Гарпер    | 4–6, 3–6      |
| Перемога  | 1926 | Чемпіонат Австралії | Трава    | Мерил О'Гара Вуд    | Дафне Акгерст Марджорі Кокс Кроуфорд | 6–3, 6–8, 8–6 |
| Поразка   | 1927 | Чемпіонат Австралії | Трава    | Сільвія Ланс-Гарпер | Луї Бікертон Мерил О'Гара Вуд        | 3–6, 3–6      |
| Перемога  | 1928 | Чемпіонат Австралії | Трава    | Дафне Акгерст       | Катлін Ле Мессурієр Дороті Вестон    | 6–3, 6–1      |

### Мікст: 5 (3–2)
| Результат | Рік  | Турнір              | Покриття | Партнер    | Суперник і суперниця         | Рахунок  |
| --------- | ---- | ------------------- | -------- | ---------- | ---------------------------- | -------- |
| Перемога  | 1922 | Чемпіонат Австралії | Трава    | Джон Гоукс | Ґвен Атц Гаролд Атц          | 6–1, 6–1 |
| Поразка   | 1924 | Чемпіонат Австралії | Трава    | Gar Hone   | Дафне Акгерст Джеймс Віллард | 3–6, 4–6 |
| Перемога  | 1926 | Чемпіонат Австралії | Трава    | Джон Гоукс | Дафне Акгерст Джеймс Віллард | 6–1, 6–4 |
| Перемога  | 1927 | Чемпіонат Австралії | Трава    | Джон Гоукс | Юта Ентоні Джеймс Віллард    | 6–1, 6–3 |
| Поразка   | 1928 | Чемпіонат Австралії | Трава    | Джон Гоукс | Дафне Акгерст Жан Боротра    | default  |

## Часова шкала турнірів Великого шлему в одиночному розряді
| W | Ф | ПФ | ЧФ | #Р | КТ | К# | DNQ | A | NH |

| Турнір               | 1922  | 1923  | 1924  | 1925  | 1926  | 1927  | 1928  | 1929  | 1930  | 1931  | 1932  | 1933  | 1934  | Career SR |
| -------------------- | ----- | ----- | ----- | ----- | ----- | ----- | ----- | ----- | ----- | ----- | ----- | ----- | ----- | --------- |
| Чемпіонат Австралії  | Ф     | Ф     | Ф     | Ф     | Ф     | П     | Ф     |       |       |       | 2р    |       |       | 1 / 8     |
| Чемпіонат Франції1   |       |       | NH    |       |       |       | 3р    |       |       |       |       |       |       | 0 / 1     |
| Вімблдонський турнір |       |       |       | ЧФ    |       |       | 2р    |       | 2р    |       |       |       | 1р    | 0 / 4     |
| Чемпіонат США        |       |       |       |       |       |       |       |       |       |       |       |       |       | 0 / 0     |
| SR                   | 0 / 1 | 0 / 1 | 0 / 1 | 0 / 2 | 0 / 1 | 1 / 1 | 1 / 3 | 0 / 0 | 0 / 1 | 0 / 0 | 0 / 1 | 0 / 0 | 0 / 1 | 1 / 13    |